# Anthophora melanopyga
Anthophora melanopyga är en biart som beskrevs av Fedtschenko 1875. Anthophora melanopyga ingår i släktet pälsbin, och familjen långtungebin. Inga underarter finns listade i Catalogue of Life.